# انیس هیدیه
انیس هیدیه (انگلیسی: Anis Hidayah; ۷ نوامبر ۱۹۷۶ – ) فعال حقوق بشر اهل اندونزی بود.
وی همچنین برندهٔ جوایزی همچون ۱۰۰ زن بی‌بی‌سی شده‌است.